# Rodolfo Wagner
Rodolfo Wagner var en friidrottare från Chile. Han deltog vid olympiska sommarspelen 1928.